# Leichtathletik-Weltmeisterschaften 1995/Marathon der Männer

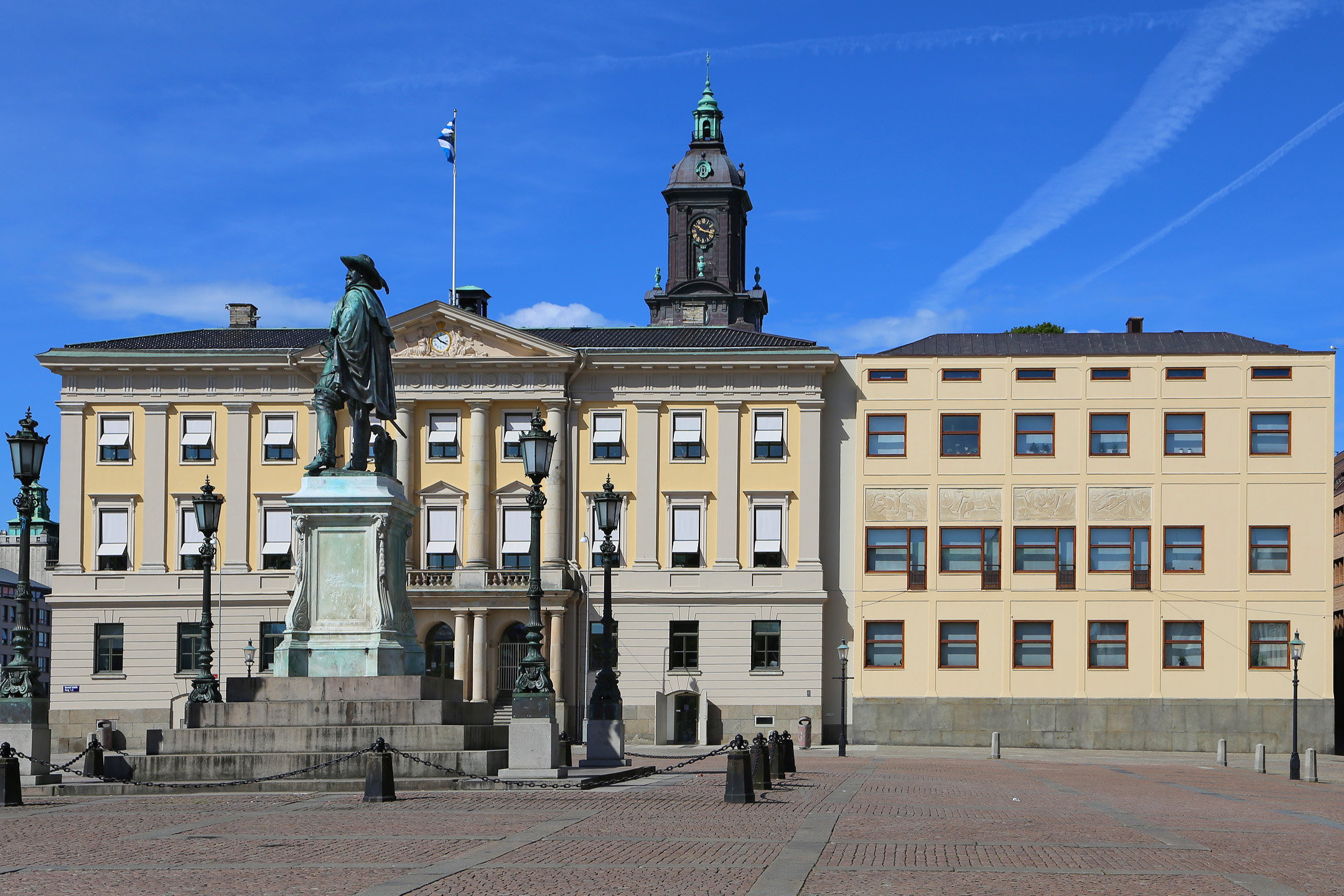
Der Gustav-Adolf-Platz in Göteborg

Der Marathonlauf der Männer bei den Leichtathletik-Weltmeisterschaften 1995 wurde am 12. August 1995 in den Straßen der schwedischen Stadt Göteborg ausgetragen.
Weltmeister wurde der amtierende Europameister Martín Fiz aus Spanien. Er gewann vor dem Mexikaner Dionicio Cerón. Bronze ging an den Brasilianer Luíz Antônio dos Santos.

## Bestehende Rekorde / Bestleistungen
| Weltbestzeit             | 2:06:50 h | Belayneh Dinsamo   | Rotterdam-Marathon, Niederlande | 17. April 1988  |
| Weltmeisterschaftsrekord | 2:10:03 h | Robert de Castella | WM in Helsinki, Finnland        | 14. August 1983 |

Anmerkung:
Rekorde wurden damals im Marathonlauf und Straßengehen wegen der unterschiedlichen Streckenbeschaffenheiten mit Ausnahme von Meisterschaftsrekorden nicht geführt.
Auch bei diesen Weltmeisterschaften wurde der seit der ersten WM-Austragung 1983 bestehende Weltmeisterschaftsrekord nicht erreicht.

## Ergebnis

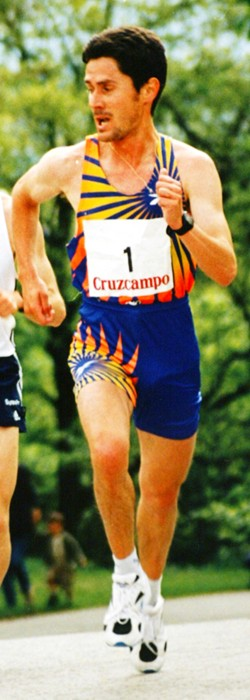
Martín Fiz – im Jahr zuvor Europameister und nun auch Weltmeister

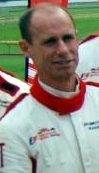
Platz acht für Steve Moneghetti – 1997 gewann er WM-Bronze

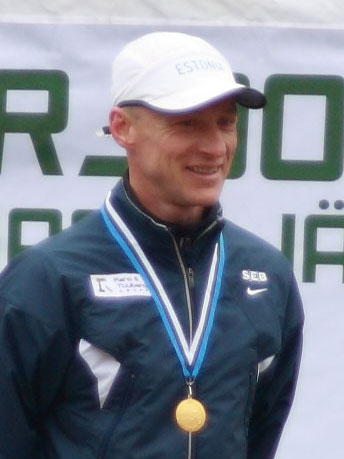
Pavel Loskutov – Rang 49

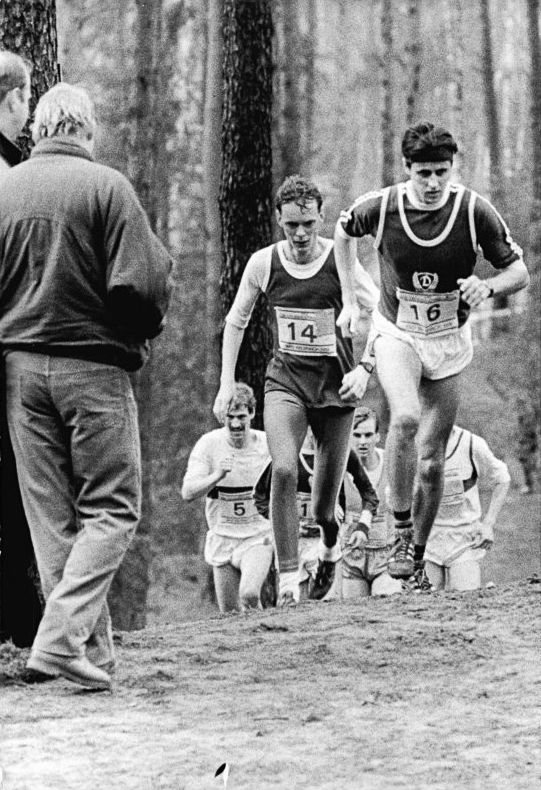
Rainer Wachenbrunner (rechts) gab das Rennen auf

12. August 1995, 14:00 Uhr
| Platz | Athlet                  | Land                           | Zeit (h) |
| ----- | ----------------------- | ------------------------------ | -------- |
|       | Martín Fiz              | Spanien                        | 2:11:41  |
|       | Dionicio Cerón          | Mexiko                         | 2:12:13  |
|       | Luíz Antônio dos Santos | Brasilien                      | 2:12:49  |
| 04    | Peter Whitehead         | Großbritannien                 | 2:14:08  |
| 05    | Alberto Juzdado         | Spanien                        | 2:15:29  |
| 06    | Diego García            | Spanien                        | 2:15:34  |
| 07    | Richard Nerurkar        | Großbritannien                 | 2:15:47  |
| 08    | Steve Moneghetti        | Australien                     | 2:16:13  |
| 09    | Andrés Espinosa         | Mexiko                         | 2:16:44  |
| 10    | Steve Plasencia         | USA                            | 2:16:56  |
| 11    | Bruce Deacon            | Kanada                         | 2:16:58  |
| 12    | Yuji Nakamura           | Japan                          | 2:17:30  |
| 13    | Oleg Strizhakov         | Russland                       | 2:17:50  |
| 14    | Konrad Dobler           | Deutschland                    | 2:18:09  |
| 15    | Isidro Rico             | Mexiko                         | 2:18:29  |
| 16    | Ikaji Salum             | Tansania                       | 2:18:39  |
| 17    | Daisuke Tokunaga        | Japan                          | 2:19:53  |
| 18    | Erick Wainaina          | Kenia                          | 2:19:53  |
| 19    | Terje Naess             | Norwegen                       | 2:20:06  |
| 20    | Abdelillah Zerdal       | Marokko                        | 2:20:10  |
| 21    | Ed Eyestone             | USA                            | 2:20:17  |
| 22    | Lee Bong-ju             | Südkorea                       | 2:20:31  |
| 23    | John Andrews            | Australien                     | 2:20:32  |
| 24    | Tahar Mansouri          | Tunesien                       | 2:20:44  |
| 25    | Hussein Ahmed Salah     | Dschibuti                      | 2:20:50  |
| 26    | Elphas Ginindza         | Swasiland                      | 2:21:01  |
| 27    | Michael Mukoma          | Kenia                          | 2:21:08  |
| 28    | Joseph Tjitunga         | Namibia                        | 2:21:57  |
| 29    | Tumo Turbo              | Äthiopien                      | 2:22:01  |
| 30    | Harri Hänninen          | Finnland                       | 2:22:43  |
| 31    | Omar Abdillahi          | Dschibuti                      | 2:23:26  |
| 32    | Martin Ndivheni         | Südafrika                      | 2:23:42  |
| 33    | Luca Barzaghi           | Italien                        | 2:23:51  |
| 34    | John Mwathiwa           | Malawi                         | 2:24:01  |
| 35    | Roman Kejžar            | Slowenien                      | 2:24:10  |
| 36    | Isaac Tshabalala        | Südafrika                      | 2:24:42  |
| 37    | Stephen Langat          | Kenia                          | 2:25:49  |
| 38    | Hsu Gi-sheng            | Chinesisch Taipeh              | 2:25:55  |
| 39    | Dominique Chauvelier    | Frankreich                     | 2:27:30  |
| 40    | Nazirdin Akylbekov      | Kirgisistan                    | 2:27:44  |
| 41    | Toshiaki Kurabayashi    | Japan                          | 2:28:57  |
| 42    | William Aguirre         | Nicaragua                      | 2:29:54  |
| 43    | Juma Ikangaa            | Tansania                       | 2:30:53  |
| 44    | Eduard Tuchbatullin     | Russland                       | 2:31:19  |
| 45    | Matthews Temane         | Südafrika                      | 2:31:24  |
| 46    | Idris Ibrahim           | Schweden                       | 2:31:31  |
| 47    | Abebe Mekonnen          | Äthiopien                      | 2:32:35  |
| 48    | Mothusi Tsiana          | Botswana                       | 2:33:03  |
| 49    | Pavel Loskutov          | Estland                        | 2:33:42  |
| 50    | Jean-Marie Gehin        | Frankreich                     | 2:34:10  |
| 51    | Mimoun Lamhajar         | Marokko                        | 2:35:17  |
| 52    | Sean Quilty             | Australien                     | 2:37:01  |
| 53    | Islam Dugum             | Bosnien und Herzegowina        | 2:38:37  |
| DNF   | Paul Pilkington         | USA                            |          |
| DNF   | Peter Maher             | Kanada                         |          |
| DNF   | Paul Kuete              | Kamerun                        |          |
| DNF   | Abdelillah Sbaiti       | Marokko                        |          |
| DNF   | Pamenos Ballantyne      | St. Vincent und die Grenadinen |          |
| DNF   | Boay Akonay             | Tansania                       |          |
| DNF   | Mark Hudspith           | Großbritannien                 |          |
| DNF   | Antonio Vicente Neto    | Brasilien                      |          |
| DNF   | Laurentiu Staicu        | Rumänien                       |          |
| DNF   | Rainer Wachenbrunner    | Deutschland                    |          |
| DNF   | Sid-Ali Sakhri          | Algerien                       |          |
| DNF   | Karel David             | Tschechien                     |          |
| DNF   | Asaf Bimro              | Israel                         |          |
| DNF   | Åke Eriksson            | Schweden                       |          |
| DNF   | Luigi Di Lello          | Italien                        |          |
| DNF   | Joaquim Silva           | Portugal                       |          |
| DNF   | Aleksandr Vychuzhanin   | Russland                       |          |
| DNF   | Yayeh Aden              | Dschibuti                      |          |
| DNF   | Valdenor dos Santos     | Brasilien                      |          |
| DNF   | Joaquim Pinheiro        | Portugal                       |          |
| DNF   | Poulo Makhoahle         | Lesotho                        |          |
| DNF   | Kim Yong-bok            | Südkorea                       |          |
| DNF   | Borislav Dević          | BR Jugoslawien                 |          |
| DNF   | Tena Negere             | Äthiopien                      |          |
| DNF   | Kent Jensen             | Dänemark                       |          |

## Video
- 1995 Gothenburg, Sweden. WC Men's Marathon, Video veröffentlicht am 9. September 2012 auf youtube.com, abgerufen am 26. Mai 2020